# Новочесноковский сельсовет
Новочесноко́вский сельсове́т — сельское поселение в Михайловском районе Амурской области.
Административный центр — село Новочесноково.

## История
Новочесноковский сельсовет образован в 1954 году.
11 июля 2005 года в соответствии с Законом Амурской области № 30-ОЗ муниципальное образование наделено статусом сельского поселения.

## Население
| 2002 | 2010 | 2011 | 2012 | 2013 | 2014 | 2015 |
| ---- | ---- | ---- | ---- | ---- | ---- | ---- |
| 1183 | ↘864 | →864 | ↘849 | ↘826 | ↘804 | ↘747 |
| 2016 | 2017 | 2018 | 2021 |      |      |      |
| ↘736 | ↘721 | ↘693 | ↘606 |      |      |      |

## Состав сельского поселения
| № | Населённый пункт | Тип населённого пункта       | Население |
| - | ---------------- | ---------------------------- | --------- |
| 1 | Высокое          | село                         | ↘4        |
| 2 | Куприяново       | село                         | ↘124      |
| 3 | Новочесноково    | село, административный центр | ↘565      |